# Siponto
Siponto (em latim: Sipontum ou Sipuntum; em grego: Σιποῦς; romaniz.: Sipos) foi uma antiga cidade portuária da Apúlia, no sul de Itália, que foi abandonada na sequência de terramotos ocorridos no século XIII. Atualmente a área é administrada como uma fração da comuna de Manfredonia, na província de Foggia e nela se situa uma estância balnear de renome chamada Lido di Siponto.

## História
Segundo a lenda, Siponto foi fundada por Diomedes, tendo resultado da união entre esse herói homérico e a filha de Dauno, o rei dos daunos. De facto, Siponto foi inicialmente habitado por daunos, tornando-se depois uma próspera colónia grega. Tendo caído nas mãos dos samnitas, foi reconquistada c. 335 a.C. pelo rei Alexandre I do Epiro, tio de Alexandre, o Grande. Em 189 a.C. tornou-se uma colónia romana.
Segundo uma lenda, o evangelho foi pregado em Siponto por São Pedro e São Marcos e a cidade teria sido a primeira diocese de Itália. No entanto, o primeiro bispo de Siponto de que há registo é um Félix nomeado em 465. Uma tradição mais fiável é a do martírio de São Justino de Siponto e dos seus companheiros Florêncio, Félix e Justa durante o reinado de Galiano ou Maximiano (algumas fontes mencionam o ano 255). No tempo do bispo Lourenço, durante o reinado do papa Gelásio I (r. 492–496), ocorreu no monte Gargano a aparição de São Miguel, em memória da qual foi fundado o célebre Santuário do Monte Sant'Arcangelo.

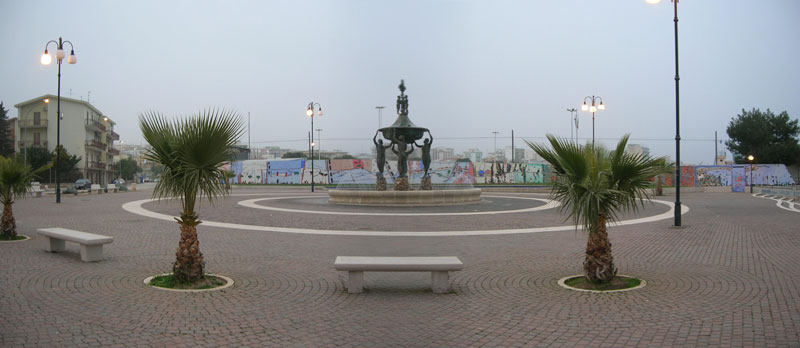
Praça de Santo André (Piazza di Sant'Andrea), em Siponto

Em 663 d.C. Siponto foi tomada e destruída por eslavos. Cerca de 688 o papa Vitaliano extinguiu a diocese de Siponto, pois a cidade estava praticamente abandonada, passando a fazer parte da diocese de Benevento. Nos séculos VIII e IX esteve durante alguns tempos anos sob domínio dos sarracenos. A 10 de julho de 926, então sob o domínio bizantino, foi saqueada pelo eslavo Miguel da Zaclúmia. Não é claro se esse ataque foi feito por ordem de Tomislau I da Croácia, como é sugerido por alguns historiadores. Aparentemente Tomislau enviou a marinha croata sob o comando de Miguel para expulsar os sarracenos daquela parte do sul de Itália e libertar a cidade.
Siponto voltou a ser diocese em 1034 e sob o bispo São Gerardo foi elevada a arquidiocese em 1066.  Em 1042 os normandos tornaram-na a capital dum dos seus doze condados e em 1052, obtiveram ali uma vitória decisiva sobre os bizantinos comandados pelo general Argiro. Em 1223 a cidade foi sacudida por um violento sismo. Em 1255 ocorreu outro terramoto (e possivelmente tsunami), que a reduziram a escombros. Manfredo da Sicília decidiu então reconstruir a cidade noutro local. A nova cidade foi batizada de Manfredonia e a sé da arquidiocese foi para lá transferida.

## Monumentos e locais de interesse

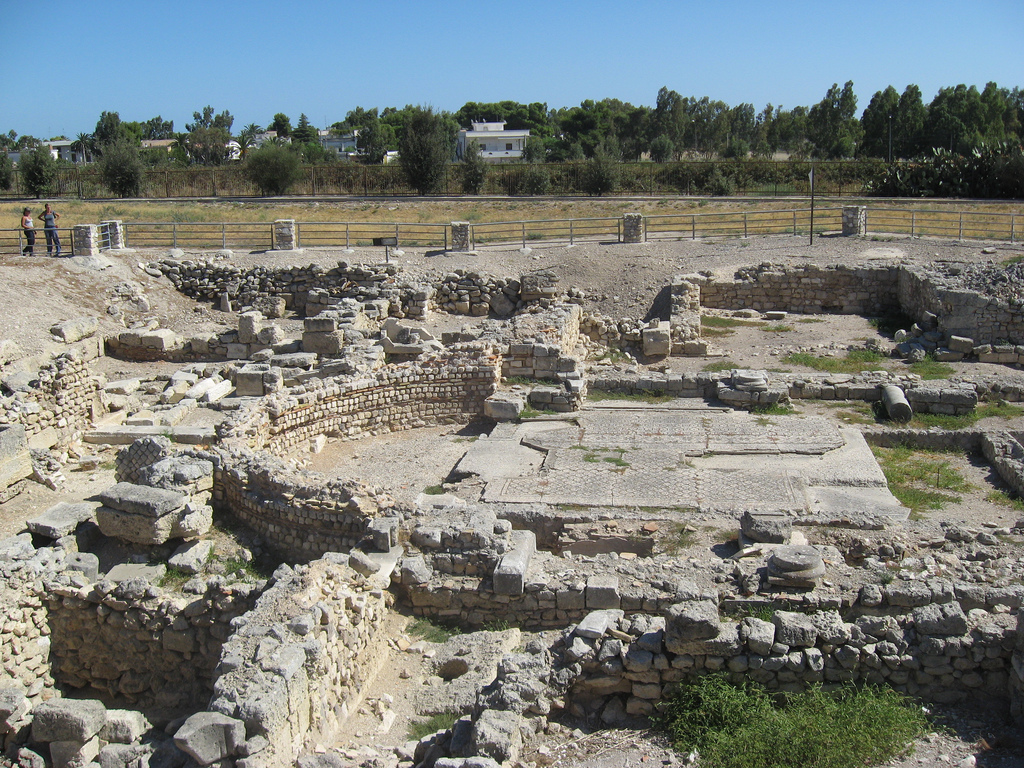
Ruínas da antiga basílica de Siponto

- Basílica de Santa Maria Maior, a antiga catedral, ergue-se junto aos restos duma antiga basílica paleocristã datada dos primeiros séculos da era cristã. O portal e o ícone da Virgem com o Menino são particularmente interessantes. A basílica faz parte do parque arqueológico que também inclui as escavações inacabadas da antiga cidade e das fundações das suas muralhas.

- Dois túmulos neolíticos, que se encontram num pinhal.

- Catacumbas da Igreja de Santa Maria Regina.

- Abadia de São Leonardo em Lama Volara, fundada no início do século XII.

- A Fonte Tommaso Piscitelli deve o seu nome ao escultor homónimo. Obra da década de 1930, foi erguida na praça Falcone-Borsellino adjacente à igreja de Santo André Apóstolo no bairro de pescadores chamado "casas à beira-mar", a norte de Siponto. Apresenta um homem forte no centro, o "Gargano", que com três mulheres representam as atividades económicas históricas da região — o pastoreio, a agricultura e a pesca — e um vaso como símbolo de abundância. No cimo há três putti segurando uma concha, que em 1943 substituiu as fasces originais.